# Hiroaki Samura
Hiroaki Samura (沙村 広明 Samura Hiroaki?) (Chiba, Japón, 17 de febrero de 1970) es un mangaka cuya obra más conocida es La espada del inmortal, un manga protagonizado por un rōnin llamado Manji que Samura comenzó a dibujar desde 1994 en Afternoon. En 2017 tuvo una adaptación cinematográfica de acción real, con el mismo nombre "La espada del inmortal", dirigida por Takashi Miike y protagonizada por Takuya Kimura.

## Publicaciones
Empezó a dibujar manga de manera profesional tras ganar un concurso celebrado por Afternoon Comics.
En España se han publicado tres obras de este autor, La espada del inmortal, Ohikkoshi (la mudanza), estos dos publicados actualmente en Glenat y Los carruajes de Bradherley, publicado en Dolmen.
Además de estos trabajos podemos encontrar One-shots creados por este autor como: Emerald, ambientado en el viejo oeste americano y Sakkabasu no Yoru (Noche de los Súcubo), un doujinshi sobre vampiros 
Su obra Nami yo Kiite Kure ha sido una de las 13 nominadas en la 10º edición de los Manga Taishō.